# Juan Melenchón
Pour les articles homonymes, voir Melenchón et Pérez.
Juan Melenchón Pérez, né le 27 janvier 1908 à Mazarrón (Région de Murcie, Espagne) et mort le 11 décembre 1983 à Castellón de la Plana (province de Castellón, Espagne), est un footballeur espagnol des années 1920, 1930 et 1940, qui jouait au poste de défenseur.

## Biographie
Juan Melenchón commence à jouer avec Granollers en 1924. Puis, en 1927, il rejoint le FC Gràcia.
En 1929, il est recruté par le Valence CF, club où il reste jusqu'en 1937. Après avoir joué six saisons en première division avec Valence, il joue la saison 1937-1938 avec le Gimnástico de Levante.
En 1938, il est recruté par le FC Barcelone. En pleine Guerre civile espagnole, il joue cinq matches en Ligue catalane, compétition que le Barça remporte en 1938.
En 1939, il retourne au Valence CF. Puis, en 1940, il rejoint le Grenade CF. En 1941, il est transféré au CD Castellón, avec qui il rejoue en première division.
Il joue avec Castellón jusqu'en 1944, date à laquelle il met un terme à sa carrière. Il joue un total de 101 matches en première division au cours de sa carrière, sans inscrire de but.

## Palmarès
Avec le FC Barcelone :
- Vainqueur de la Ligue catalane en 1938.